# Магний-перхлоратный элемент
Магний-перхлоратный элемент — первичный химический источник тока, в котором анодом служит магний, катодом — диоксид марганца в смеси с графитом (до 12 %), а электролитом — водный раствор перхлората магния. Аналогичный элемент с раствором бромида магния в качестве электролита называется марганцево-магниевым. В основе работы элемента лежит следующая реакция:
{\displaystyle {\mathsf {Mg+2MnO_{2}+H_{2}O\rightarrow Mg(OH)_{2}+Mn_{2}O_{3}.}}}

## Основные свойства
Эти элементы имеют преимущество перед марганцево-цинковыми за счёт более высокого рабочего напряжения (около 2 вольт, по сравнению с 1,5 В в марганцево-цинковом элементе), вдвое большей удельной ёмкости при средних скоростях разряда (в течение 10—50 часов) и превосходной сохраняемости (после 12 недель хранения при температуре 71°С они теряют только 25 % заряда, в то время как марганец-цинковые элементы в этих условиях полностью теряют заряд через две недели). За счёт этих преимуществ они находят применение в военной аппаратуре, в особенности, работающей в тропических условиях. Повышенная сохранность магниевых элементов обеспечивается образованием окисной плёнки на магниевом электроде, однако с ней связано и отрицательное свойство — «задержка напряжения», вызванная тем, что при подключении нагрузки эта плёнка разрушается не мгновенно.
Конструктивно эти элементы могут выполняться аналогично марганец-цинковым элементам, в которых анодом служит цинковый стакан, однако необходимо вентиляционное отверстие для выхода водорода, образующегося в результате паразитной реакции:
{\displaystyle {\mathsf {Mg+H_{2}O\rightarrow Mg(OH)_{2}+H_{2}\uparrow .}}}
Поскольку в процессе работы активная масса расширяется за счёт образования гидроокиси магния, попытки изготовить магниевые элементы в дисковом исполнении оказались неудачными.
Отрицательным свойством магниевого элемента является так называемая задержка напряжения — в начале работы, при подключении к нагрузке, происходит кратковременное падение напряжения на элементе, которое затем восстанавливается. Это связано с процессом разрушения плёнки окиси (или гидроокиси) на магниевом электроде. При повышении тока нагрузки задержка увеличивается и может составлять до трёх секунд. Однако при правильном подборе магниевых сплавов, состава электролита и при добавлении ингибиторов (например, хроматов), удаётся снизить время задержки до 0,3 c и меньше.
Стоимость магниевых элементов лишь ненамного превышает стоимость аналогичных марганец-цинковых.
Максимальная ёмкость магниевых батарей достигается при непрерывном разряде в течение ~100 часов. Однако при времени разряда свыше 200 часов ёмкость заметно снижается за счёт саморазряда магниевого электрода с выделением водорода (см. уравнение выше). Прерывистый разряд при больших токах также создаёт благоприятные условия для достижения оптимальных характеристик по ёмкости.

## Резервные источники тока
Магний-перхлоратные элементы могут также использоваться для создания резервных источников — ампульных батарей, хранимых в сухом состоянии и заполняемых электролитом (вручную либо автоматически) перед использованием. Магниевые резервные элементы используются в переносных радиостанциях, радиомаяках, в устройствах радиопротиводействия и других подобных электронных устройствах. Выделяемая теплота при коррозии магниевого электрода способствует стабильной работе таких источников в широком диапазоне температур.
Конструктивно катод выполняется в виде высокоэлектропроводной металлической сетки, а анод — в виде пластин листового магния. В качестве электролита используется концентрированный раствор перхлората магния, который существенно менее коррозионно-активен, чем электролит обычных щелочных батарей. Выпускаются батареи мощностью от 2 до 300 Ватт и ёмкостью от 3 до 120 А·ч.

## Характеристики
- Теоретическая энергоемкость: 242 Вт·час/кг[5].
  - Удельная энергоемкость: 132 Вт·час/кг[6].
  - Удельная энергоплотность: 210 Вт·час/дм3[6].
- ЭДС: 2 В[1].
- Рабочие температуры: от −54 до +70 °C[5][7].